# Phillip V. Tobias
Phillip Vallentine Tobias (14 de octubre de 1925-7 de junio de 2012) fue un paleontólogo sudafricano y profesor emérito de la Universidad de Witwatersrand en Johannesburgo. Principalmente conocido por su trabajo en los sitios de fósiles de homínidos de Sudáfrica. También fue un activista a favor de la erradicación del apartheid y dio numerosos discursos en contra en los mítines de protesta y también a audiencias académicas.

## Vida académica
Nacido en Durban, Natal, el 14 de octubre de 1925, siendo el hijo menor, tuvo una hermana que falleció a los veintiún años de diabetes, de Joseph Newman Tobias y su esposa, Fanny (de soltera, Rosendorff), Phillip recibió su primera educación en Bloemfontein en la Escuela de San Andrés y en Durban en la Escuela Superior de Durban. En 1945, comenzó su carrera haciendo demostraciones de histología y como instructor de fisiología en la Universidad de Witwatersrand. Recibió su Licenciatura en Ciencias (con honores) en Histología y Fisiología en el curso 1946-47. En 1948 fue elegido el primer presidente de la Unión Nacional de Estudiantes de Sudáfrica. Se graduó en Medicina, licenciado en medicina y cirugía, en 1950. Fue designado como profesor de anatomía en 1951. En 1953, recibió su doctorado con una tesis titulada Chromosomes, Sex-Cells, and Evolution in the Gerbil.
En 1955, comenzó su investigación de postgrado en la Universidad de Cambridge, Inglaterra, donde ocupó la beca de viaje sénior Nuffield Dominion en antropología física. Al año siguiente, en la Universidad de Míchigan en Ann Arbor y de la Universidad de Chicago, fue obtuvo la beca de viaje Rockefeller en antropología, genética humana, y anatomía dental y crecimiento. En 1959, se convirtió en profesor y jefe del departamento de Anatomía y Biología Humanas, sucediendo a su mentor y eminente erudito, el profesor Raymond Dart. En 1967, fue galardonado con un Doctorado en Ciencias en paleoantropología por su trabajo en la evolución de los homínidos. Durante este período asistió a la Universidad de Witwatersrand. Llegó a decano de Medicina de 1980 a 1982. Fue nombrado profesor honorario de Paleoantropología en el Bernard Price Institute for Palaeontological Research en 1977 y en Zoología en 1981. También durante 1981, Tobias fue miembro fundador del Consejo Cultural Mundial.
Desde 1945 excavó en las cuevas de Sterkfontein y trabajó en casi todos los otros sitios importantes en África del sur. También abrió unos veinticinco sitios arqueológicos en Botsuana durante la expedición francesa Panhard-Capricornio mientras realizaba un estudio biológico del pueblo Tonga de Zimbabue. Fue uno de los antropólogos involucrados en el desenmascaramiento del fraude de Piltdown.

## Investigaciones
Sus investigaciones han sido principalmente en los campos de la paleoantropología y la biología humana de varias poblaciones de África. Ha estudiado el Kalahari San, el pueblo Tonga de Zambia y Zimbabue, y numerosos pueblos del sur de África. Tobias es mayormente conocido por sus investigaciones sobre los fósiles de homínidos y la evolución humana, después de haber estudiado y descrito fósiles de homínidos de Indonesia, Israel, Kenia, Namibia, Sudáfrica, Tanzania, Zimbabue y Zambia. Su trabajo más conocido fue el referente a los homínidos de África del Este, sobre todo las de la Garganta de Olduvai. La colaboración con Louis Leakey, Tobias identificó, describió y nombró la nueva especie Homo habilis. Cambridge University Press publicó dos volúmenes sobre los fósiles de Homo habilis de la Garganta de Olduvai. Estaba estrechamente vinculado con la excavación arqueológica en el sitio de Sterkfontein, un programa de investigación que inició en 1966. Las cuevas de Sterkfontein, que ya eran bien conocidas por su predecesor, el profesor Raymond Dart, eran utilizadas como vehículo para introducir en la antropología a los estudiantes de segundo año de anatomía y ha sido la excavación más duradera de un sitio único en el mundo. Este lugar ha ofrecido la mayor muestra única de Australopithecus africanus, así como el primer ejemplo conocido de Homo habilis de África meridional. Ahora es Patrimonio de la Humanidad.
Publicó en 1970 un artículo en el que se cuestionaba la relación entre tamaño cerebral, raza e inteligencia.

### Fósiles significativos
Tobias estuvo involucrado en gran cantidad de descubrimientos, descripciones, reconstrucciones, etc. de fósiles, como los que se enumeran:
- StW 13, descubrimiento y descripción;[11]
- Señor Ples, descripción;[12]
- StW 53, descripción;[13]
- Dear Boy, reconstrucción;[14]
- Temporal de Chemeron, descripción;[15]
- Niño de Johnny, descripción posterior a la primera notificación con anuncio de la nueva especie Homo habilis;[16]
- Little Foot, descripción.[17]

## Logros y premios

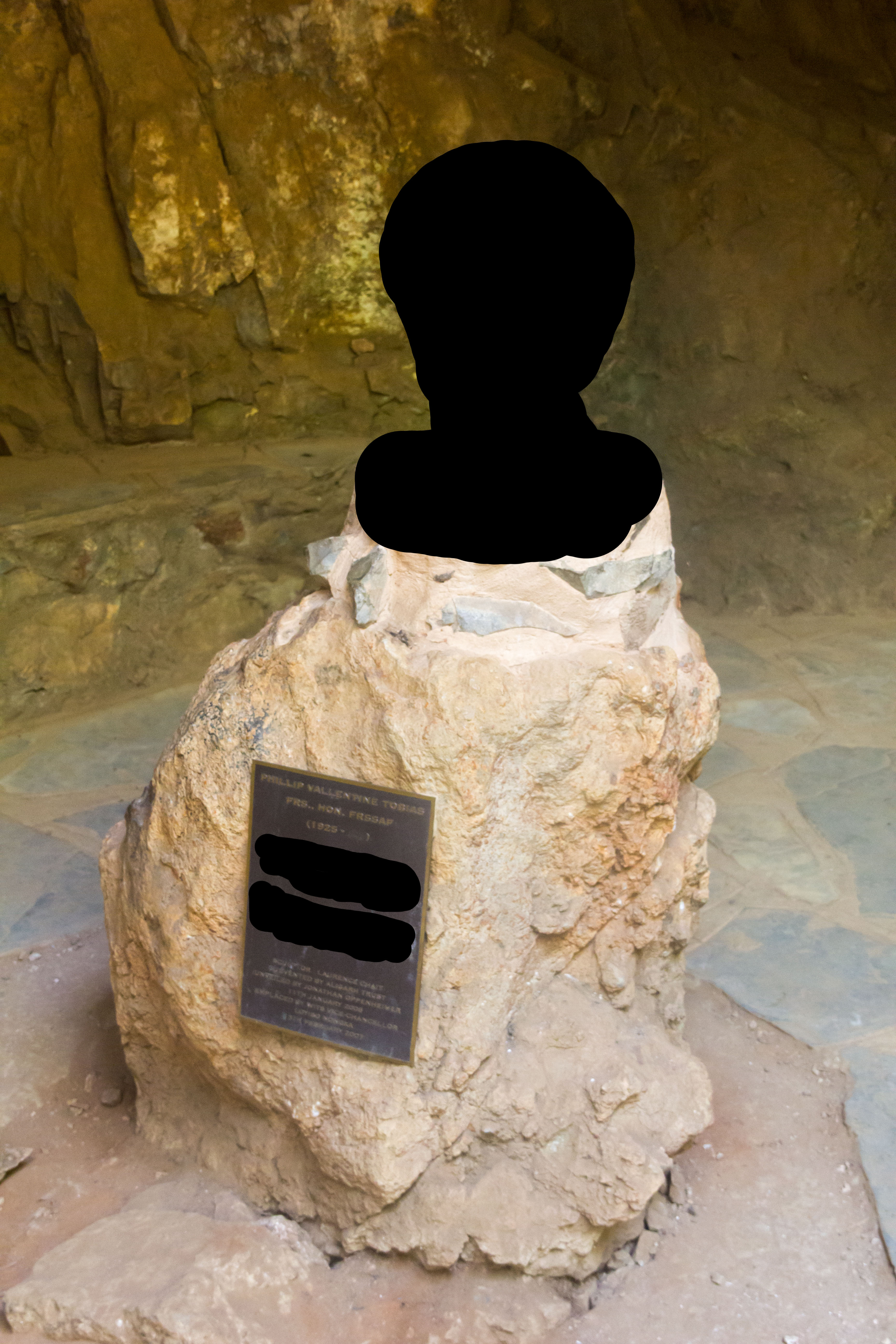
Busto de Tobias en las cuevas de Sterkfontein.

Tobias es uno de los científicos más distinguidos y condecorados de Sudáfrica, y un experto de reconocimiento mundial sobre antepasados prehistóricos humanos; ha sido nominado tres veces para el Premio Nobel; recibió una docena de doctorados honoris causa; y es portador de la Orden de Sudáfrica por Servicio Meritorio. Tobias publicó más de seiscientos artículos en revistas y es autor o coautor de treinta y tres libros y ha editado o coeditado otros ocho. Ha recibido títulos honoríficos de diecisiete universidades y otras instituciones académicas de Sudáfrica, Estados Unidos de América, Canadá y Europa. Ha sido elegido como miembro, asociado o miembro honorario de más de 28 sociedades científicas. Estre ellas se incluyen asociado extranjero de la Academia Nacional de Ciencias (EE. UU.) y miembro de la Royal Society de Londres (1996).
Entre las medallas, reconocimientos y premios que ha recibido se encuentran el Premio Balzan de Antropología Física (1987) y el Premio a la Trayectoria Charles R. Darwin de la Asociación Americana de Antropólogos Físicos (1997). La Royal Society of South Africa es muy parca repartiendo honores, y Tobias es uno de los dos únicos becarios honorarios de la sociedad sudafricana y uno de los pocos receptores de su medalla de más alto nivel, la Medalla John Herschel, en 1989.
Ocupó los cargos de profesor emérito de Anatomía y Biología Humana de la Universidad de Witwatersrand, profesor honorario de paleoantropología, profesor investigador honorario asociado y director de la Unidad de Investigación de Sterkfontein, y profesor general Andrew Dickson White de la Universidad de Cornell, Ithaca, Nueva York, EE. UU. Ha sido profesor visitante en la Universidad de Pensilvania, Universidad de KwaZulu-Natal, Universidad de Cambridge y otras instituciones.

## Fallecimiento
El 7 de junio de 2012, Tobias murió tras una larga enfermedad en un hospital de Johannesburgo a los 86 años.